# Roizy
Roizy ist eine französische Gemeinde mit 220 Einwohnern (Stand 1. Januar 2022) im Département Ardennes in der Region Grand Est (vor 2016 Champagne-Ardenne). Sie gehört zum Arrondissement Rethel, zum Kanton Château-Porcien und zum Gemeindeverband Pays Rethélois.

## Geografie
Umgeben wird Roizy von den Nachbargemeinden Sault-Saint-Remy im Westen, Asfeld im Nordwesten, Aire im Norden, Saint-Loup-en-Champagne im Nordosten, L’Écaille im Osten sowie von der im Département Marne gelegenen Gemeinde Boult-sur-Suippe im Süden.

## Bevölkerungsentwicklung
| Jahr                      | 1962 | 1968 | 1975 | 1982 | 1990 | 1999 | 2009 | 2018 |
| Einwohner                 | 281  | 260  | 212  | 197  | 205  | 223  | 251  | 219  |
| Quelle: Cassini und INSEE |      |      |      |      |      |      |      |      |

## Sehenswürdigkeiten

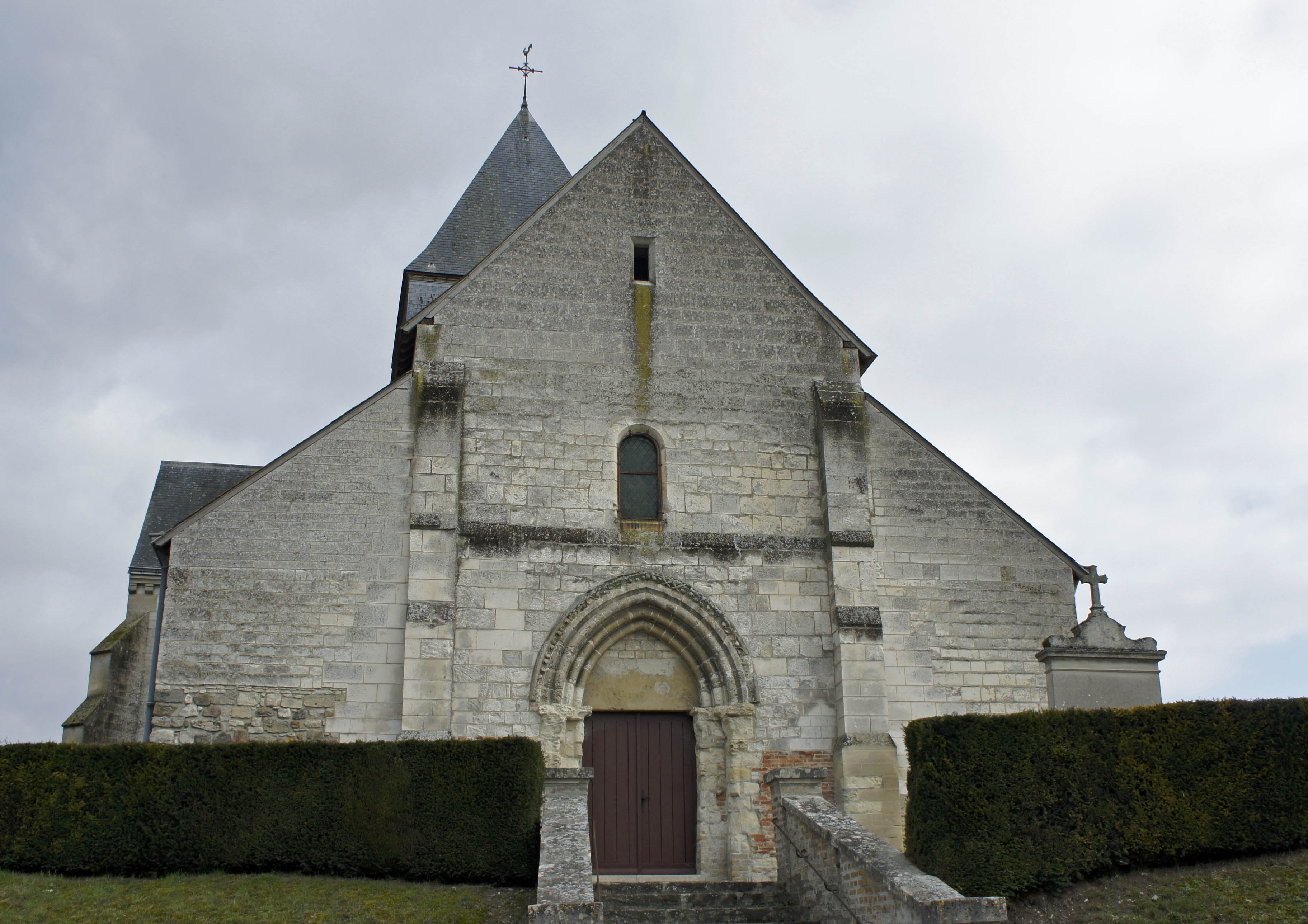
Kirche Notre-Dame

- Kirche Notre-Dame, gotische Kirche aus dem späten zwölften oder frühen dreizehnten Jahrhundert, Monument historique seit 1920[1]